# Henry C. Gordon
Henry Charles Gordon (* 23. Dezember 1925 in Valparaiso, Indiana, USA; † 24. September 1996 in Peoria, Arizona, USA) war ein Colonel der United States Air Force und USAF-Astronaut.
Gordon erhielt 1950 den Bachelor of Science in Luft- und Raumfahrttechnik an der Purdue University und 1966 den MBA an der University of Southern California. Er wurde im April 1960 als Dyna-Soar-Astronaut ausgewählt und trainierte am Air Force Flight Test Center, Edwards Air Force Base in Kalifornien. Gordon beendete seine Karriere als Astronaut im Dezember 1963 mit der Aufkündigung des Dyna-Soar-Programms, ohne in den Weltraum geflogen zu sein.
Er war Kampfpilot in Vietnam und Korea.